# Onciale 070
- Papyrus
- Onciale
- Minuscules
- Lectionnaire

Le codex 070, portant le numéro de référence  070 (Gregory-Aland), ε 6 (Soden), est un manuscrit bilingue, grec et copte, écrit en onciales sur vélin.

## Description
Le codex se compose de 44 folios. Il est écrit en deux colonnes, dont 35 lignes par colonne. Les dimensions du manuscrit sont 37 cm x 28 cm. Les paléographes datent ce manuscrit du VIe siècle,. 
Le codex fut divisé en 11 parties : 
070, 0110, 0124, 0178, 0179, 0180, 0190, 0191, 0193, 0194, et 0202. 
Le manuscrit a été examiné par Émile Amélineau et David C. Parker.

### Contenu
C'est un manuscrit contenant des fragments de texte de l'Évangile selon Luc et de l'Évangile selon Jean. 
070 (13 folios) — Luc 9,9-17; 10,40-11,6; 12,15-13,32; Jean 5,31-42; 8,33-42; 12,27-36
0110 (1 folio) — Jean 8,13-22
0124 + 0194 (22 folios) — Luc 3,19-30; 10,21-30; 11,24-42; 22,54-65; 23,4-24,26; Jan 5,22-31; 8,42-9,39; 11,48-56; 12,46-13,4
0178 (1 folio) — Luc 16,4-12
0179 (1 folio) — Luc 21,30-22,2
0180 (1 folio) — Jean 7,3-12
0190 (1 folio) — Luc 10,30-39
0191 (1 folio) — Luc 12,5-14
0193 (1 folio) — Jean 3,23-32
0202 (2 folios) — Luc 8,13-19; 8,55-9,9.

### Texte
Le texte du codex représenté type mixte. Kurt Aland placéés en Catégorie III. 

### Lieu de conservation
Il est actuellement conservé dans quatre bibliothèques: 
- 070 à la Clarendon Press (b. 2), à Oxford - 9 folios
- 2 folios à 070 à la Louvre MSE 10014, 10092k - 2 folios
- 0110 à la British Library, Add. 34274, 1 f., Londres
- 0194 (=0124), et 0202 à la British Library, Or. 3579 B [29], fol. 46, 47, 2 ff. à Londres,
- 0124, 0179, 0180, 0190, 0191, et 0193 à la Bibliothèque nationale de France, (Copt. 132), à Paris,
- 0178 à la Österreichische Nationalbibliothek (1 f), à Vienne[1],[2].